# Battiloro
Il battiloro era un artigiano la cui professione consisteva nel battere con un enorme martello l'oro, riducendolo ad una sottilissima lamina in foglia (foglia d'oro); inserendo un grano d'oro in mezzo a due pelli animali e battendo energicamente sulle stesse, riduceva l'oro o l'argento in lamine di pochi micron di spessore. L'oro, in particolare, essendo il metallo più malleabile, si presta molto ad essere ridotto in lamine molto sottili.  Alcuni poi facevano delle strisce sottilissime che venivano avvolte ai fili di lana o di seta, per essere impiegate nella produzione di tessuti di lusso (per lo più destinati a parati sacri, essendo l'uso privato strettamente regolato dalle leggi suntuarie) e arazzi. 
Un celebre battiloro palermitano fu Giuseppe D'Alesi, che fu a capo della rivolta del 1647. A lui Giuseppe Biscontini dedicò un dramma in quattro atti.
Oggigiorno questo processo viene realizzato industrialmente con macchinari per la laminazione di oro, argento e leghe non preziose, come il similoro.